# 橋本文雄 (録音技師)
橋本 文雄（はしもと ふみお、1928年3月14日 - 2012年11月2日）は、日本の録音技師である。日本映画・テレビ録音協会顧問。

## 人物・来歴
1928年（昭和3年）、京都府京都市に生まれる。
旧制・大阪専門学校（現在の近畿大学）を中途退学し、18歳になる1946年（昭和21年）、母方の叔父が製作主任として在籍していた大映京都撮影所録音部に入社した。当時同撮影所に在籍していた伊藤大輔、衣笠貞之助、溝口健二、森一生らの作品の録音助手を務め、薫陶を受ける。
1954年（昭和29年）、同じ録音部の後輩の紅谷愃一とともに東京へ移住、調布市の日活撮影所に移籍した。録音助手を1本だけ務めて、翌1955年（昭和30年）、27歳で技師に昇進、西河克己監督の『生きとし生けるもの』がデビュー作となった。
マキノ雅弘、川島雄三、井上梅次、中平康、今村昌平、舛田利雄、蔵原惟繕らの作品を次々に手がけ、「日活の音」の礎をつくったとされる。
1996年（平成8年）、映画批評家の上野昻志との共著『ええ音やないか - 橋本文雄・録音技師一代』をリトル・モアから上梓した。
紅谷が代表理事を務める録音技師の職能団体「日本映画・テレビ録音協会」の顧問を務めていた。
2004年文化庁映画賞受賞。
2006年11月旭日小綬章受章。
2012年（平成24年）、第37回湯布院映画祭にて「現場で生きた音を録れ」と題した特集が3日間組まれ、『生きとし生けるもの』『緑はるかに』『零戦黒雲一家』『実録 白川和子 裸の履歴書』『天守物語』など10本の手掛けた映画が特集され、元気な姿を見せた。
2012年（平成24年）11月2日、肺炎のため死去。84歳没。

## おもなフィルモグラフィ
- 『生きとし生けるもの』 : 監督西河克己、1955年
- 『人生とんぼ返り』 : 監督マキノ雅弘、1955年
- 『太陽の季節』 : 監督古川卓巳、1956年
- 『洲崎パラダイス赤信号』 : 監督川島雄三、1956年
- 『孤獨の人』：監督西河克己、1957年
- 『幕末太陽傳』 : 監督川島雄三、1957年
- 『鷲と鷹』 : 監督井上梅次、1957年
- 『俺は待ってるぜ』 : 監督蔵原惟繕、1957年
- 『錆びたナイフ』 : 監督舛田利雄、1958年
- 『続 夫婦百景』 : 監督井上梅次、1958年
- 『紅の翼』 : 監督中平康、1958年
- 『女を忘れろ』 : 監督舛田利雄、1959年
- 『今日に生きる』 : 監督舛田利雄、1959年
- 『にあんちゃん』 My Second Brother : 監督今村昌平、1959年
- 『鉄火場の風』 : 監督牛原陽一、1960年
- 『霧笛が俺を呼んでいる』 : 監督山崎徳次郎、1960年
- 『豚と軍艦』 : 監督今村昌平、1961年
- 『男と男の生きる街』 : 監督舛田利雄、1962年
- 『憎いあンちくしょう』 : 監督蔵原惟繕、1962年
- 『零戦黒雲一家』 : 監督舛田利雄、1962年
- 『月曜日のユカ』 : 監督中平康、1964年
- 『城取り』 : 監督舛田利雄、1965年
- 『青春とはなんだ』 : 監督舛田利雄、1965年
- 『泣かせるぜ』 : 監督松尾昭典、1965年
- 『夜のバラを消せ』 : 監督舛田利雄、1966年
- 『栄光への挑戦』 : 監督舛田利雄、1966年
- 『嵐を呼ぶ男』 : 監督舛田利雄、1966年
- 『嵐来たり去る』 : 監督舛田利雄、1967年
- 『波止場の鷹』 : 監督西村昭五郎、1967年
- 『忘れるものか』 : 監督松尾昭典、1968年
- 『スパルタ教育 くたばれ親父』 : 監督舛田利雄、1970年
- 『昼下がりの情事 裏窓』 : 監督西村昭五郎、1972年
- 『宇能鴻一郎の看護婦寮』：監督西村昭五郎、1978年
- 『天使のはらわた 赤い教室』 : 監督曾根中生、1979年
- 『赫い髪の女』 Woman with Red Hair : 監督神代辰巳、1979年
- 『戦国自衛隊』 : 監督斎藤光正、1979年
- 『嗚呼! おんなたち 猥歌』 : 監督神代辰巳、1981年
- 『日本フィルハーモニー物語 炎の第五楽章』 : 監督神山征二郎、1981年
- 『伊賀忍法帖』 : 監督斎藤光正、1982年
- 『未完の対局』 : 監督佐藤純彌・段吉順、1982年
- 『湯殿山麓呪い村』 : 監督池田敏春、1984年
- 『Wの悲劇』 : 監督澤井信一郎、1984年
- 『早春物語』 : 監督澤井信一郎、1985年
- 『恋文』 : 監督神代辰巳、1985年
- 『それから』 : 監督森田芳光、1985年
- 『タンポポ』 : 監督伊丹十三、1985年
- 『ビー・バップ・ハイスクール』 : 監督那須博之、1985年
- 『植村直己物語』 : 監督佐藤純彌、1986年
- 『新宿純愛物語』 : 監督那須博之、1987年
- 『ビー・バップ・ハイスクール 高校与太郎行進曲』 : 監督那須博之、1987年
- 『ラブ・ストーリーを君に』 : 監督澤井信一郎、1988年
- 『敦煌』 : 監督佐藤純彌、1988年
- 『快盗ルビイ』 : 監督和田誠、1988年
- 『外科室』 : 監督坂東玉三郎、1992年
- 『(ハル)』 : 監督森田芳光、1996年
- 『身も心も』 : 監督荒井晴彦、1997年
- 『顔』 : 監督阪本順治、2000年
- 『Quartet カルテット』 : 監督久石譲、2000年
- 『KT』 : 監督阪本順治、2002年
- 『模倣犯』 : 監督森田芳光、2002年
- 『阿修羅のごとく』 : 監督森田芳光、2003年
- 『この世の外へ クラブ進駐軍』 : 監督阪本順治、2003年
- 『海猫』 : 監督森田芳光、2004年
- 『照明熊谷学校』 : 監修和田誠、2004年
- 『亡国のイージス』 : 監督阪本順治、2005年
- 『地下鉄に乗って』 : 監督篠原哲雄、2006年
- 『未来予想図 〜ア・イ・シ・テ・ルのサイン〜』 : 監督蝶野博、2007年
- 『象の背中』 : 監督井坂聡、2007年
- 『やじきた道中 てれすこ』 : 監督平山秀幸、2007年
- 『魂萌え!』 : 監督阪本順治、2007年
- 『真夏のオリオン』 : 監督篠原哲雄、2009年
- 『座頭市 THE LAST』 : 監督阪本順治、2010年
- 『武士の家計簿』：監督森田芳光、2010年
- 『聯合艦隊司令長官 山本五十六』 : 監督成島出、2011年
- 『戦争と一人の女 』: 監督井上淳一、2013年

## ビブリオグラフィ
- 『ええ音やないか - 橋本文雄・録音技師一代』、共著上野昻志、リトル・モア、1996年 ISBN 4947648325